# Litoměřický oltář
Litoměřický oltář (1505–1507) byl rozměrný oltářní retábl, pravděpodobně se dvěma páry pohyblivých a dvěma páry pevných křídel. Z nich se zachovalo celkem šest desek, z toho dvě malované oboustranně. Předpokládá se, že dvojice levých pohyblivých křídel oltáře je ztracena. Oltářní křídlo s Kristem na hoře Olivetské patří Děkanství litoměřickému, ostatní desky jsou v majetku Oblastního muzea v Litoměřicích. Jde o největší zachovaný soubor deskových obrazů anonymního pozdně gotického a raně renesančního malíře zvaného Mistr Litoměřického oltáře. Oltář je součástí stálé expozice Severočeské galerie výtvarného umění v Litoměřicích.

## Oltář

### Rekonstrukce předpokládané podoby oltáře
První návrh uspořádání oltáře, ještě bez desky s Kristem na hoře Olivetské, navrhl ředitel Diecézního muzea Vinzenz Luksch roku 1900. Uprostřed oltáře umístil Ukřižování, po obou stranách dvě jednostranné desky jako pevná křídla, vlevo Bičování a vpravo Korunování trním. Na ně navazovaly dvě oboustranně malované desky ve funkci pohyblivých křídel. Nalevo umístil obraz Kristus před Kaifášem (Annášem) a vpravo Nesení kříže. Pokud by byl oltář otevřen představoval by Kristovy pašije a při zavření scény z Mariina života - Navštívení Panny Marie a Narození Krista. Celková šíře otevřeného oltáře by byla kolem 5,5 m, proto zvažoval, že desky nemusely tvořit oltář, ale mohly být jednotlivými zastaveními křížové cesty.
O jinou rekonstrukci původní podoby oltáře se pokusil Jaroslav Pešina na základě porovnání s oltářním retáblem ze zámecké kaple na Křivoklátu. Předpokládal, že střed oltáře, zasvěceného patrně Panně Marii, tvořila skříň se sochařskou výzdobou. Pohyblivá křídla, umístěná po dvou nad sebou na každé straně, zobrazovala kromě dvou dochovaných výjevů s Navštívením Panny Marie a Narozením Krista (pravá strana) hypoteticky ještě scény Zvěstování P. Marii a Obětování Krista (levá strana). Zavřená archa představovala osm pašijových výjevů ve dvou řadách nad sebou, z nichž se dochovaly (zleva): Kristus na hoře Olivetské a Korunování Krista trním, Kristus před Annášem a Nesení kříže, Bičování Krista a Ukřižování.
Chybějící levá pohyblivá křídla mohla mít na zadní straně hypoteticky např. scény Zajetí Krista a Kristus před Pilátem. Tato rekonstrukce je v zásadě přijímána i jinými historiky umění. Ladislav Kesner předpokládal, že oltář měl predelu s námětem Kristus ve vinném lisu, případně Oplakávání Krista a z porovnání s jinými oltáři z počátku 16. století navrhl variantní uspořádání chybějících částí. Ve středu oltáře předpokládá výjev Poslední večeře a na chybějících levých pohyblivých křídlech na vnitřní straně Zvěstování a Útěk do Egypta, na vnější Ecce Homo namísto Kristus před Pilátem.

## Popis a zařazení
Jednostranně malované desky oltáře tvořící pevná křídla mají rozměr 177 × 121 cm (resp. 172 × 130 cm), pohyblivá oboustranně malovaná křídla 148 × 94 cm (resp. 147,5 × 96 cm). Rozdílné rozměry jednotlivých tabulí vypovídají o jejich druhotném seříznutí. Celý oltář, včetně ztracené střední části, predely a oltářního nástavce tak mohl měřit včetně rámů přibližně 6 m na výšku a kolem 5 m na šířku. Obrazy jsou malovány temperou na jedlovém dřevě. Poslední restaurování, které mj. opravilo nevhodné restaurátorské zásahy z let 1931 a 1945–1946, proběhlo v 50. až 70. letech 20. století. Některé desky byly v letech 1998–1999 zkoumány pomocí infračervené reflektografie. Skeny odhalily v podkresbách dva druhy rukopisu.
Starší publikace historiků umění nalézaly u desek Litoměřického oltáře vliv saského malířství a vztah k malbě Hanuše Elfeldara, Bartholomaea Zeitbloma, Hanse Holbeina st. nebo Bernharda Strigela. Malířský styl Mistra Litoměřického oltáře vychází z pozdní gotiky, ale uplatňuje již některé prvky raně renesanční. Jako předlohu kompozic volně využívá grafické listy Mistra E.S., Israhela van Meckenem, Albrechta Dürera, Hanse Schäufeleina a Martina Schongauera, které tvůrčím způsobem přetváří. K prohloubení prostoru užívá diagonálně postavené jednoduché architektonické kulisy se střídavě nasvícenými a zastíněnými plochami, znázorněné v empirické perspektivě. Kontrast střídmé architektury s naturalistickými detaily ukazuje na přímé (Bellini) nebo zprostředkované (Michael Pacher) poučení italskou renesanční malbou. Na základě rozdílů v malířském provedení u jednotlivých figur a s předpokladem, že krajiny maloval specialista, usuzuje Haragová, že oltář vznikl v malířské dílně, kde mimo mistra litoměřického oltáře pracovali nejméně dva další malíři. Také Pešina uvádí, že některé postavy Pašijového cyklu se vyznačují zběžnějším provedením a vadami v kresbě a svědčí o účasti tovaryše.
Figurální složka obrazů je dominantní a konstrukce prostoru je jí podřízena. Vyvážená kompozice jednotlivých obrazů je redukována na několik nejdůležitějších aktérů a doprovodný děj je podán ve zdrobnělém měřítku v pozadí. Malířovy postavy jsou dobře zasazeny do geometrických kulis architektonických prvků a v prostoru odstupňovány věrohodným měřítkem. Jejich obličeje jsou soustředěně vážné, s dobře odlišenou a výraznou fyziognomií. Nedávají najevo své city příliš okázale a úspornými gesty rukou dokreslují děj. Tváře postav mají ostře řezané rysy se zřetelnými lícními kostmi, vysoké čelo, plné rty, výrazné nosy a oči s naběhlými víčky. Jejich velké ruce s výraznými klouby jsou pečlivě modelovány, včetně drobných vržených stínů. Odhalené Kristovo tělo i postavy zobrazené v přiléhavém oděvu ukazují na dobrou obeznámenost malíře s lidskou anatomií a jeho porozumění funkci svalů a kloubů. Osoby spojené s Kristem jsou znázorněny v dlouhých splývavých oděvech, zatímco jeho nepřátelé jsou odlišeni dobovým renesančním oblečením.
Barevná škála obrazů se vyznačuje bohatstvím odstínů, kontrasty chladných a teplých tónů a koloristickou vynalézavostí. Architektonické kulisy jsou znázorněny v omezené škále jednobarevných osvětlených ploch a nahnědlých a nafialovělých stínů. Pozadí tvoří tmavá zeleň vegetace, světlé vodní plochy, šedavá či hnědá kamenná architektura a hnědé skály. Oděvy postav v popředí využívají kontrastu sytých barevných tónů od rumělkové červeně, sírové žluti, celé škály zelení až po černou a fialovou. Přechody v barevných plochách jsou jemné a plynulé a dobře modelují objem. Světlo osvětluje scénu z jednoho zdroje, obvykle vpravo nahoře. Jeho směr je znázorněn nasvícenými plochami architektur, stínováním drapérií a tváří i výraznými trojúhelníkovými stíny na podlaze.
Drapérie některých figur ještě zachovávají pozdně gotické dekorativní členění s hlubokými nebo dvojitými lomenými záhyby, bez přímé návaznosti na tělesný objem. Gotickým prvkem jsou rovněž plné svatozáře a stříbřené nebo zlacené pozadí a jisté disproporce ve znázornění částí lidského těla. Většina postav má příliš dlouhé nohy, krátký trup a malou hlavu. Významnou inovací, kterou malíř přinesl zřejmě ze své studijní cesty do Podunají, kde se mohl seznámit s díly Ruelanda Frueaufa st. a ml. a Jörga Breue, je prohloubení obrazového prostoru krajinnými scenériemi. Řada figurálních motivů spojuje Litoměřický oltář s Oltářem z Melku (1502), jehož autorem je Jörg Breu starší. Pro raně renesanční styl malby je příznačná malířova pozornost k detailům, jako jsou vrásky, rašící vous, suky dřeva nebo závity provazu. Je dobře obeznámen s vlastnostmi různých materiálů a projevuje pokročilou znalost lidské anatomie.

### Jednotlivé desky oltáře

#### Kristus na hoře Olivetské
Předlohou kompozice je volně interpretovaná a stranově obrácená mědirytina Martina Schongauera. Modlící se Kristus před skálou s eucharistickým kalichem a andělem tvoří vrchol trojúhelníkové kompozice, v níž v předním plánu leží a sedí spící apoštolové. V pozadí jsou zobrazeny hradby a městská brána, pravděpodobně Jeruzalém. Vlevo v malém detailu vstupují brankou vojáci přicházející zatknout Ježíše. Přestože celý oltář je slohově jednolitým celkem, kompozice tohoto obrazu, sjednocení prostoru i dokonalé provedení hlav a rukou ze souboru ostatních desek vyniká svou kvalitou.

#### Bičování Krista
Nahý Kristus, pouze s bederní rouškou, je přivázán ke sloupu ve středu místnosti. Trýzní ho čtveřice mužů s důtkami a metlou, vzadu přihlíží Pilát Pontský. Světlo přicházející z pravé strany je znázorněno malými trojúhelníkovými stíny nohou, které spolu s úlomky metly člení plochu podlahy. Detail muže s metlou vychází z rytiny Martina Schongauera.

#### Korunování Krista trním
Zmučený Kristus, sedící na kamenném stolci, je částečně zahalen červeným rouchem. Trnovou korunu mu trojice biřiců přitlačuje na hlavu dlouhými dřevěnými tyčemi. Čtvrtá postava v místě, kde je malba silně poškozena, je otočena zády a podává Kristovi třtinu jako žezlo. Postava Krista má spirálovou kompozici a postavy, které ho obklopují, jsou znázorněny v kontrapostu zdůrazňujícím jejich pohyb. Prostor prohlubují diagonálně zobrazené architektonické prvky a kontrasty osvícených a zastíněných ploch. Scéna je volně inspirována grafikou Monogramisty E.S.

#### Ukřižování
Monumentální kompozici dominuje Ukřižovaný s vodorovně vlajícími cípy roušky. Jeho tělo je podáno s dobrou znalostí lidské anatomie. Velkou péči věnoval malíř znázornění Kristovy tváře a detailům rukou. Po levé straně vzhlíží ke kříži Maří Magdalena v bílém turbanu a jiná žena v zeleném maforiu. V popředí kompozice podpírá sv. Jan Pannu Marii, která omdlela a ruce jí bezvládně visí dolů. Po pravé straně kříže stojí Josef Arimatejský v bohatém oděvu lemovaném kožešinou, sv. Longin, jehož kopí přidržuje Josef, a římský setník. Kompozice vychází velmi volně z grafických listů Albrechta Dürera (Panna Maria) a Hanse Schäufeleina (setník). Dekorativní pojetí Kristovy roušky s vlajícími cípy se objevuje v pozdní gotice např. u Martina Schongauera nebo Lucase Cranacha st. (1503)

#### Kristus před Annášem / Navštívení Panny Marie (oboustranná deska)
Oproti starším interpretacím, které obraz uváděly jako Kristus před Kaifášem, se podle Jana Royta jedná o námět Kristus před Annášem (dle Janova Evangelia), protože Kaifáš bývá vyobrazen s pláštěm roztrženým na hrudi nebo s mitrou (Giotto, Dürer). Skupina ozbrojených mužů s pochodněmi přivedla Krista se svázanýma rukama a obrací se gesty rukou na trůnícího velekněze. Deska je poškozena seříznutím a chybí na ní větší část postavy, která drží provaz. Kristus se ohlíží dozadu k muži, který nese lampu s hořící svíčkou (muž s lampou má předlohu v rytině Martina Schongauera). Muži obklopující Krista mají krátké haleny a přiléhavé nohavice, typické pro renesanční módu z počátku 16. století, Kristovo dlouhé roucho částečně naznačuje tělesný objem. V průhledu do ulice je vidět skupinu ozbrojených mužů, před kterými přechází starý muž, pravděpodobně sv. Petr.
Ve scéně Navštívení je dominantním výtvarným prvkem barevný kontrast bohatých zalamovaných drapérií obou postav a bílá rouška sv. Alžběty. Marie je vyobrazena s čelenkou a dlouhými prameny vlnitých vlasů. Za nízkou zídkou se do hlubokého prostoru rozvíjí krajina s kostelem a nedostavěnou věží s lešením, oživená skalami s vegetací a stromy. Jemně modelované štíhlé prsty Panny Marie vrhají stín, který odpovídá světlu přicházejícímu z pravé strany. Kompozice vychází z grafického listu Monogramisty E.S.

#### Nesení kříže / Narození Krista (oboustranná deska)
Kristus, vlekoucí na rameni velký kříž tvaru T, je zobrazen před branou Jeruzaléma. Pozadí tvoří krajina s řekou a vzdálenými horami ve sníženém horizontu, který prohlubuje prostor. Obloha je nahrazena stříbřeným pozadím. Muž ve žlutém oděvu, který Kristovi pomáhá nést kříž, je Šimon z Kyrény. Vpředu pozvedá klesajícího Ježíše voják s kopím, zatímco jiný muž, stojící za Ježíšem, se chystá udeřit ho kyjem. Krista provází modlící se Panna Maria a plačící sv. Jan Evangelista s odevzdaným výrazem ve tváři. Předlohou byly grafické listy Monogramisty E.S. a Martina Schongauera. Kompozici této scény je blízký mladší obraz neznámého mistra řazeného k Dunajské škole (kolem 1520), který má ve sbírce Slovenská národná galéria.
Adorace Krista se odehrává na pozadí jednoduché architektury, za níž se rozprostírá krajina s kostelem, skalami a jezerem. Narození Krista v chýši naznačuje pouze došková střecha, zleva nahlížející osel a vůl a zborcená zídka. Nahý Ježíšek leží na bílé pleně a dva klečící andělé za ním drží prázdnou nápisovou pásku. Vpravo stojí sv. Josef s vážným výrazem ve tváři, zahalený do dlouhého červeného pláště. Jeho hlava, zobrazená z profilu, je disproporčně malá ve srovnání s Marií i vzhledem k velikosti Josefovy postavy. Líbezná tvář Panny Marie, podobná milostným madonám, je odlišná od vyobrazení Marie na dalších deskách oltáře. K chýši přicházejí dva pastýři a jeden ukazuje na dvojici drobných andělů na stříšce.
Zobrazení narozeného Ježíška na holé zemi je motiv, pocházející z františkánské mystiky a odvolávající se k tzv. "Vidění svaté Brigity Švédské". Rozšířil se v poslední třetině 14. století.

### Grafické a obrazové předlohy

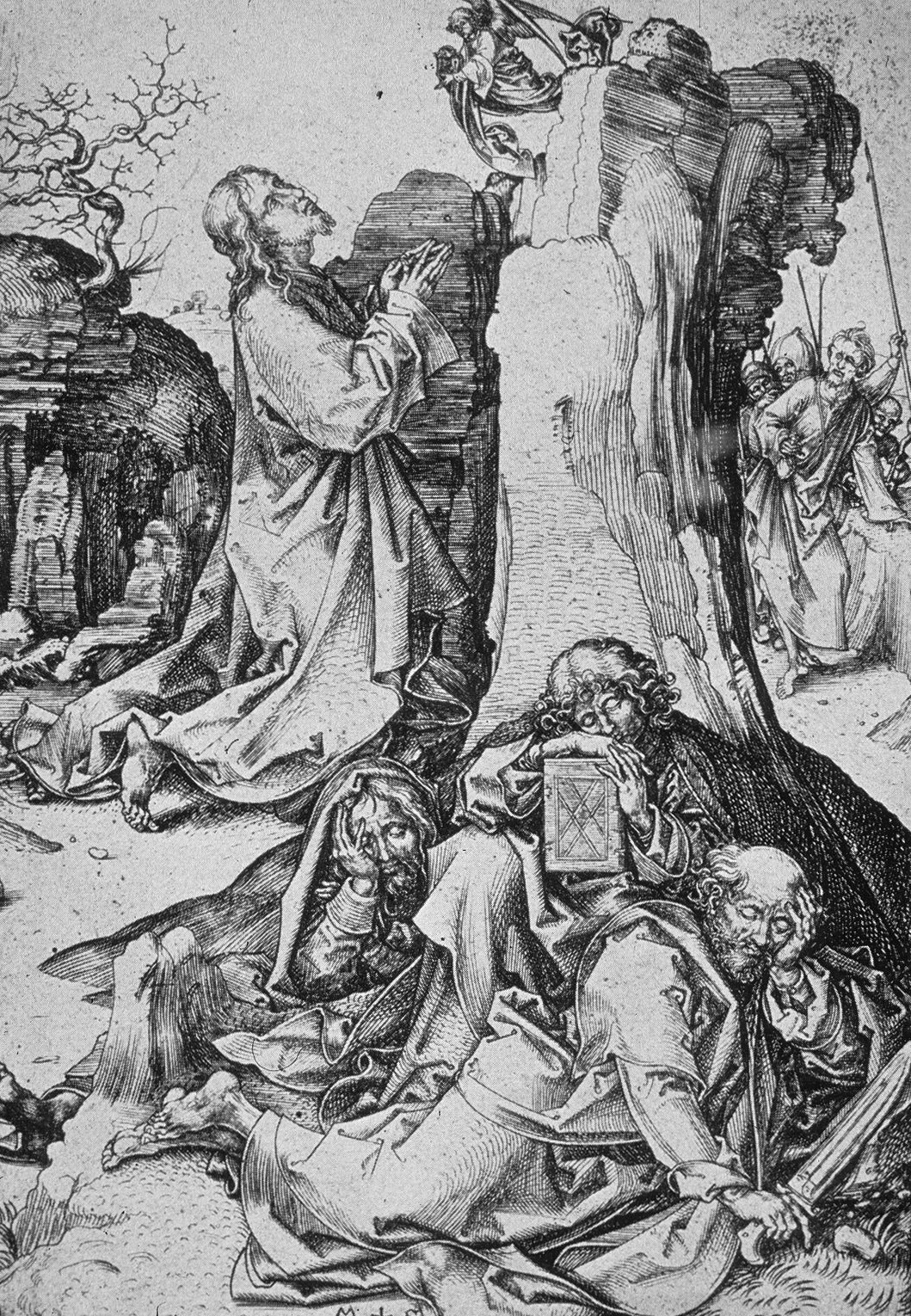
Martin Schongauer, Kristus na hoře Olivetské
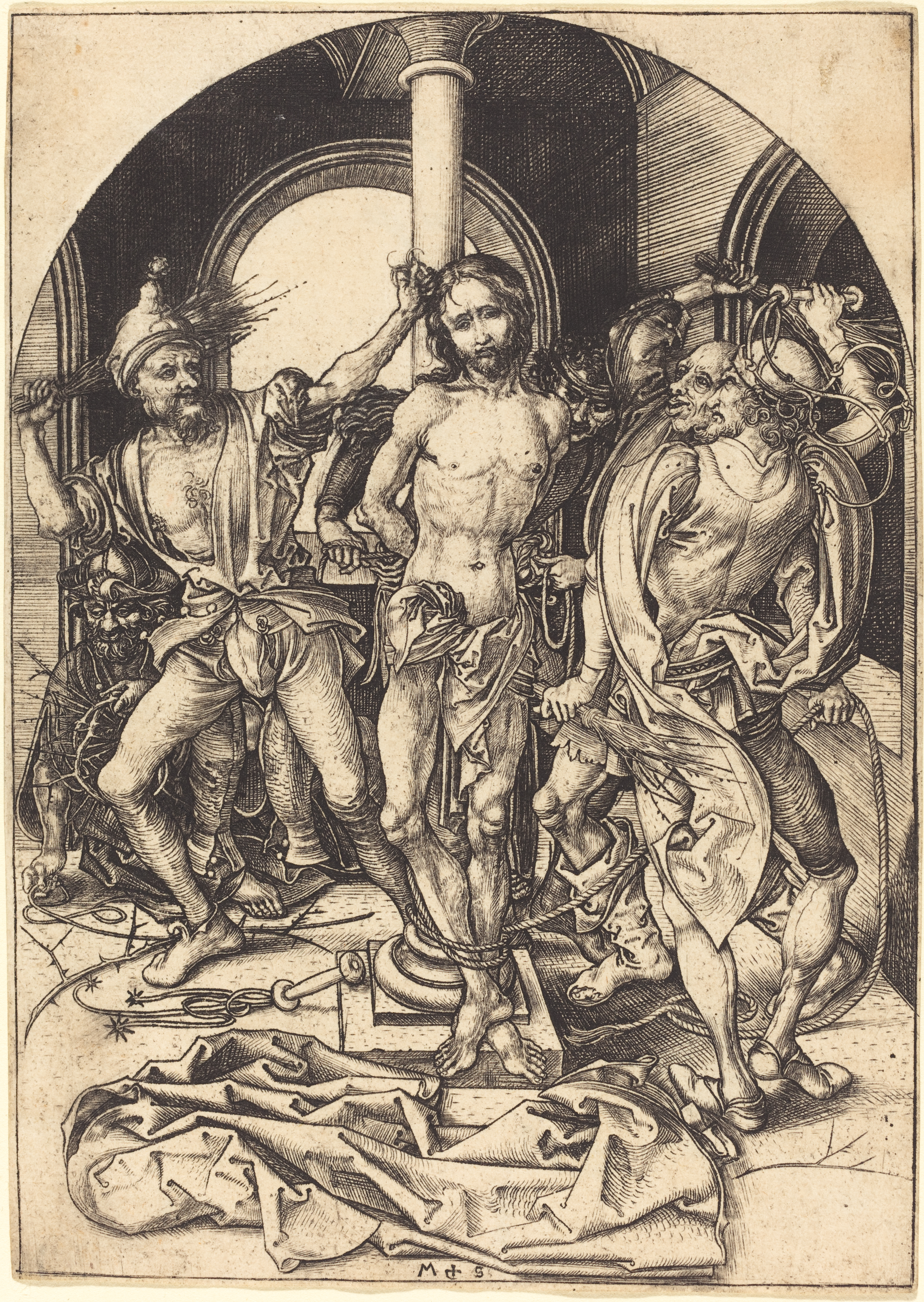
Martin Schongauer, Bičování Krista
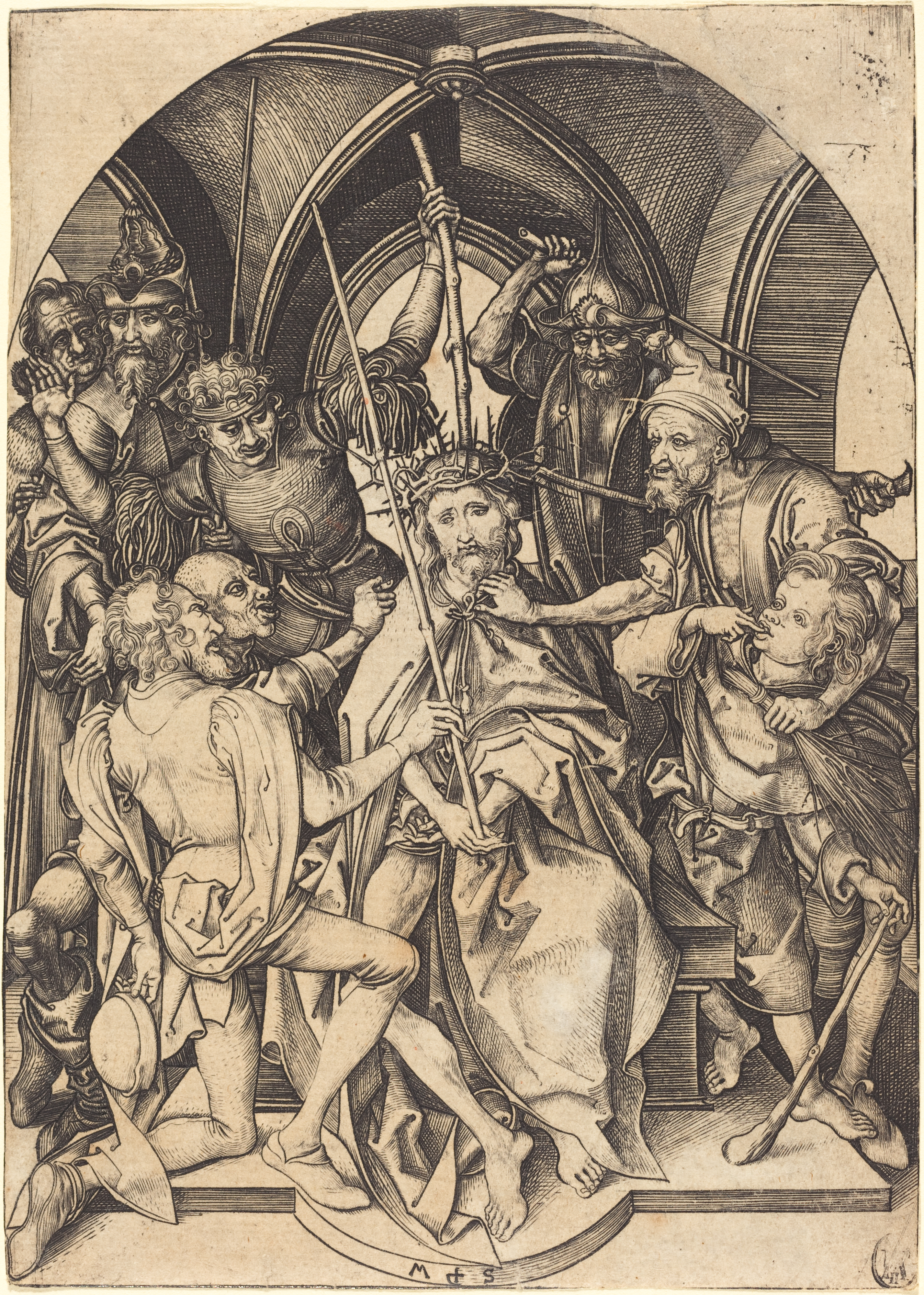
Martin Schongauer, Korunování Krista trním
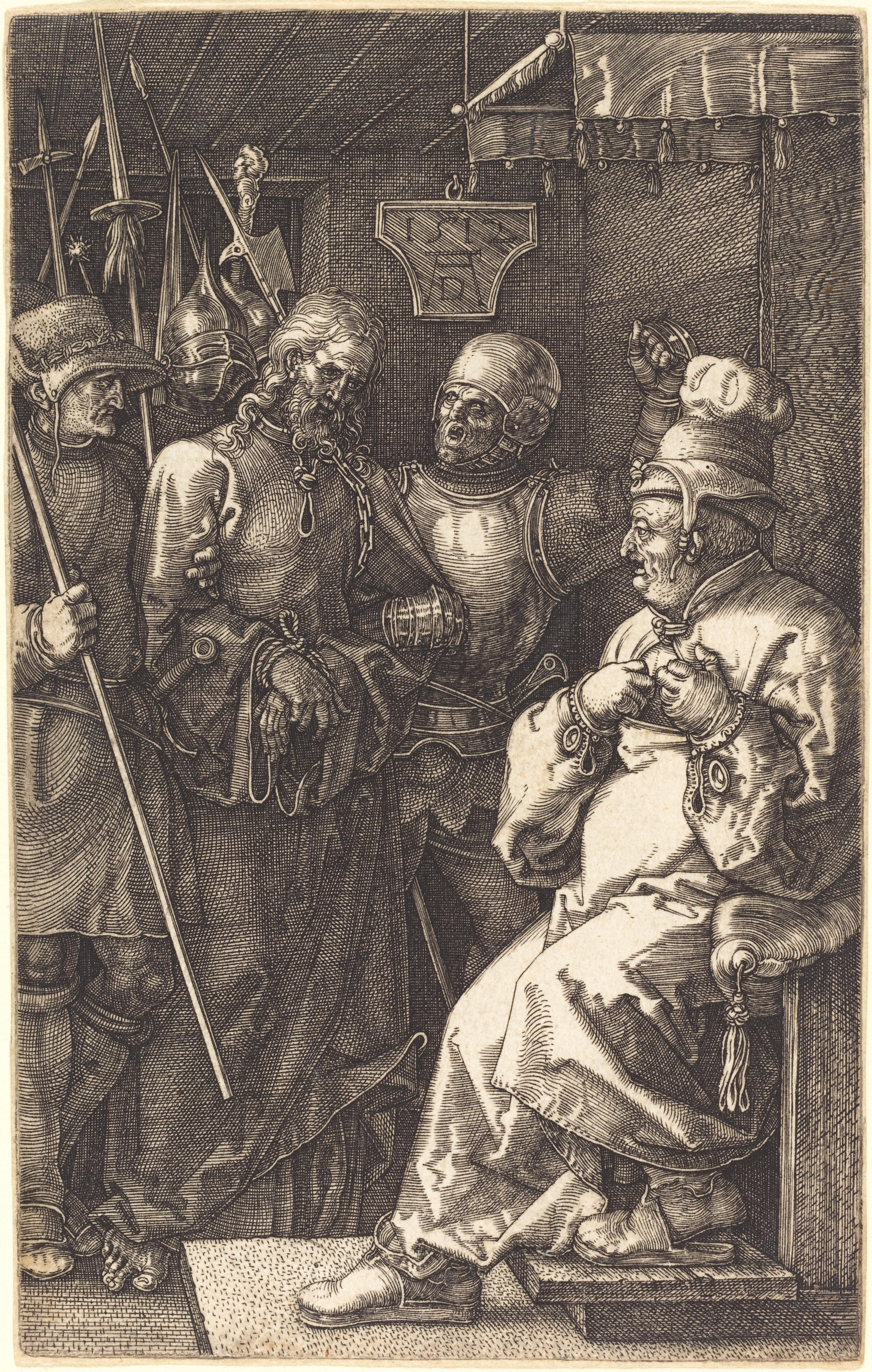
Albrecht Dürer, Kristus před Kaifášem
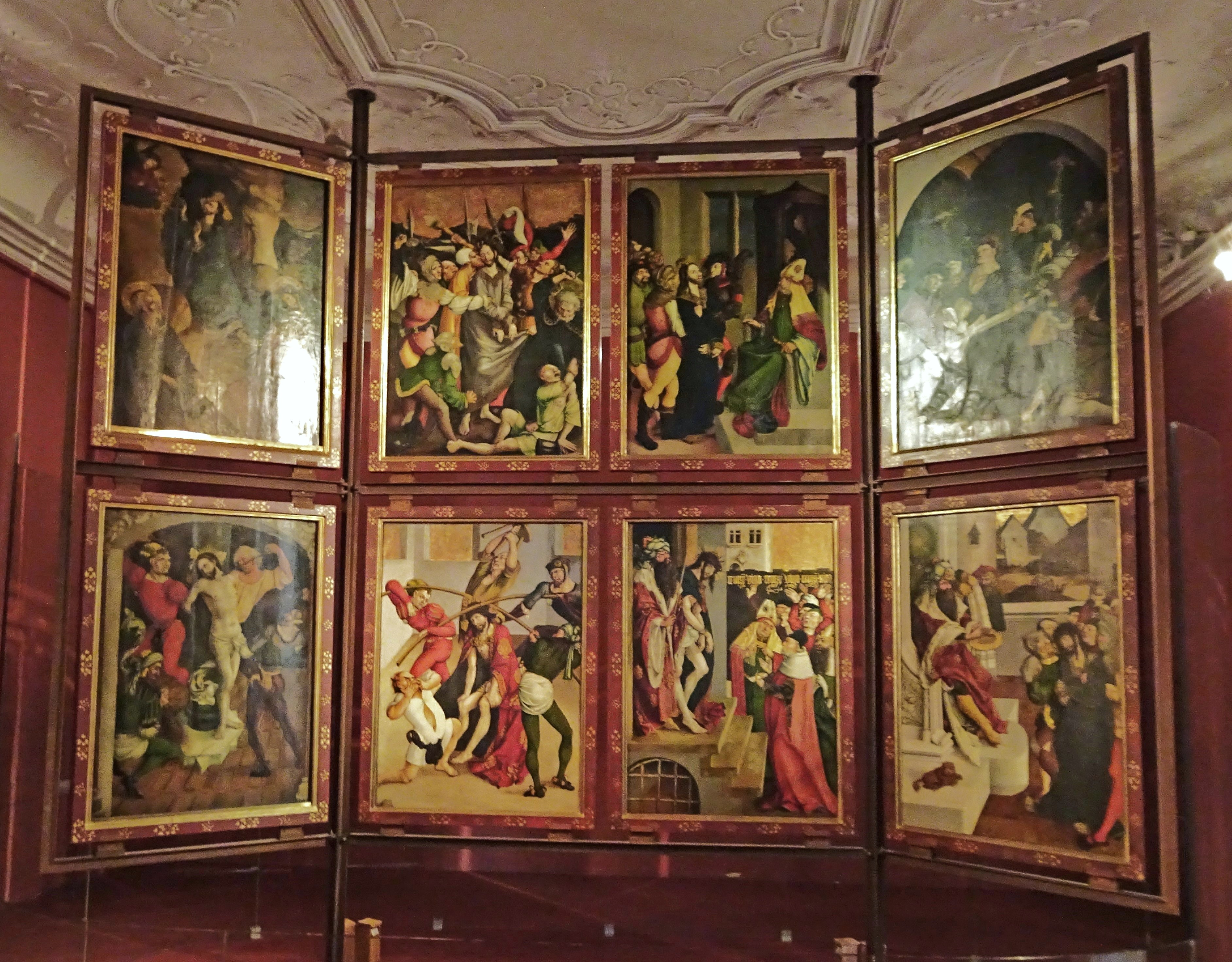
Jörg Breu starší, Oltář z Melku (1502)

## Historie oltáře
O původním umístění oltáře nepanuje mezi historiky shoda. Pro kapitulní chrám sv. Štěpána v Litoměřicích ho mohl objednat probošt svatovítské kapituly Jan z Vartenberka, pro kterého malíř zhotovil i votivní obraz (1508, znám pouze z pozdější kopie). Mistr Litoměřického oltáře pracoval také pro královský dvůr, stejně jako Mistr Křivoklátského oltáře, v jehož dílně se vyučil. Byl autorem nástěnných maleb ve svatováclavské kapli chrámu sv. Víta a oltář tedy může pocházet z některého pražského kostela. V úvahu připadá např. Chrám sv. Víta nebo kanonie premonstrátů na Strahově, která od malíře objednala oltářní triptych. Se strahovskými premonstráty navíc udržoval úzké vztahy první zaznamenaný donátor oltáře Herold. Podle dokladů citovaných Lippertem roku 1871, daroval litoměřický občan a císařský rychtář Jiří Vilém Herold ze Stodu roku 1633 desky děkanskému kostelu Všech svatých v Litoměřicích. Obrazy byly z kostela odstraněny roku 1671(1673) po instalaci nového hlavního oltáře a ve zmiňovaném roce 1871 se obrazy nacházely v radní síni v Litoměřicích. Odtud je pro sbírky Diecézního muzea zakoupil v roce 1885 Vinzenz Luksch. Ten v roce 1920 rozpoznal, že k oltáři patř rovněž obraz Kristus na hoře Olivetské, který dosud visel v kostele Všech svatých.